# Minamoto no Joritomo
Minamoto no Joritomo, izvirno japonsko 源頼朝, ustanovitelj in prvi šogun japonskega šogunata Kamakura, * 1147, † 1199.

## Življenjepis
Vladar Taira no Kijomori je dvanajstletnega Joritoma kot sina Minamote no Jošitoma po uporu Heidži leta 1159 izgnal v Hirogakodžimo v provinci Izu (današnja prefektura Šizuoka), kjer je navezal stike z družinami samurajev tega področja in se poročil s Hodžo Masako iz male in skoraj neznane družine Hodžo.
Leta 1180 je princ Močihito pozval člane klana Minamoto po vsej Japonski, da se uprejo Tairi no Kijomoriju in klanu Taira, ki si je prilastila cesarsko oblast. Joritomo, ki je bil nastanjen v Kamakuri, je skupaj s sorodniki po vsej Japonski zbiral vojsko za začetek Genpejske vojne.
Ko je pobil rivalske sorodnike in leta 1185 v bitki pri Dannouri dokončno porazil klan Taira, je Joritomo v Kamakuri zagotovil vladavino kaste vojaških samurajev in prvi bakufu, s čimer se je začela fevdalna doba Japonske, ki je trajala do srede 19. stoletja.
Joritomu, ki je de facto že postal vladar Japonske, je cesar leta 1192 podelil naziv Seii Taišogun, ki ga je pozneje leta 1202 nasledil njegov najstarejši sin, Jorije.
| Predhodnik: - | Šoguni Kamakure | Naslednik: Minamoto no Jorije |

1. ↑  Gran Enciclopèdia Catalana — Grup Enciclopèdia, 1968.